# Lovick Friend
Sir Lovick Bransby Friend (Sidcup, Kent, 25 aprile 1856 – West Kensington, Londra, 19 novembre 1944) è stato un generale britannico.

## Biografia
I suoi genitori erano Frederick Friend ed Fanny Tyrall; studiò nella Royal Military Academy di Woolwich e nel 1873 entrò come sottotenente nei Royal Engineers, un corpo di guastatori dell'esercito britannico.
Nel 1876 fu promosso tenente e assegnato al distretto militare di Canterbury. Lovick si distinse anche come sportivo, in particolare come giocatore di cricket, incominciando come frequentatore del Ken County Cricket Club di Canterbury e del Marylebone Cricket Club; fu inoltre un bravo giocatore di football e nel 1878 fece un goal per i Royal Engineers A.F.C. nella FA Cup Final.
Nel 1883 divenne insegnante alla Royal Military Academy Sandhurst, dove aveva egli stesso studiato, e nel 1885 divenne segretario del Royal Engineers Experimental Commitee.
Promosso capitano (1885) e successivamente maggiore (1888), partecipò alla Battaglia di Omdurman, in Sudan, e fino al 1900 fu direttore di Works e Stores dell'esercito egiziano. Nel 1902 fu promosso colonnello e nel 1906 assistente direttore delle opere di fortificazione e nel 1908 comandante della guardia costiera scozzese.
Nel 1912 fu promosso maggior generale e capo dell'amministrazione al comando d'Irlanda e nel 1914 comandante in capo dell'Irlanda succedendo a Arthur Henry Fitzroy Paget; partecipò alla repressione della Easter Rising del 1916. Successivamente ebbe alcuni compiti amministrativi all'interno dell'esercito britannico e tra il 1924 e il 1936 fu governatore militare di Bombay, dove si stabilì e morì nel 1944, dopo essersi ritirato dal servizio militare. Nel 1919 venne creato cavaliere dell'Ordine dell'Impero Britannico e nel 1943 cavaliere dell'Ordine del Bagno.